# Paul van Ostaijen
Paul van Ostaijen, vlastním jménem Leopold Andreas van Ostaijen (22. února 1896 Antverpy – 18. března 1928 Miavoye-Anthée) byl belgický spisovatel tvořící v nizozemštině. Jeho básnická tvorba je ovlivněna dekadencí, expresionismem a dadaismem, věnoval se jazykovým a typografickým experimentům, později psal satirické a absurdní prózy. Věnoval se také výtvarnému umění a je autorem nerealizovaného avantgardního filmového scénáře De bankroet Jazz.
Středoškolská studia z kázeňských důvodů nedokončil, pracoval jako magistrátní úředník a novinář, v roce 1916 vydal svoji první básnickou sbírku Music-Hall. Antverpské měšťany provokoval svým životním stylem bohéma a dandyho; pro svoji zálibu ve staromódním oblečení získal přezdívku Pan 1830. Rodinu nezaložil – podle narážek nalezených v jeho korespondenci byl homosexuálně orientován.
Byl radikálním stoupencem hnutí flamingantů, usilujícího o odtržení vlámských území od Belgie a spolupracujícího za první světové války s německými okupanty. Po válce byl souzen za účast na demonstraci proti kardinálovi Désiré-Josephovi Mercierovi a odešel do exilu v Německu, z něhož se vrátil po amnestii v roce 1921. Živil se jako obchodník s uměním. Trpěl tuberkulózou, na kterou zemřel ve věku třiceti dvou let.
Přeložil do nizozemštiny povídky Franze Kafky (šlo o vůbec první cizojazyčné vydání Kafkova díla).
Obdivovatelem jeho poezie je Ivan Wernisch, který se kvůli němu naučil nizozemsky. Wernischovy překlady van Ostaijenových básní vyšly v knize Tanec gnómů (Odeon 1990).